# هورنادی
هورنادی (انگلیسی: Hornady) شرکت صنایع جنگ‌افزاری آمریکایی است، که در سال ۱۹۴۹ تأسیس شد.